# Alphonsus Ciacconius

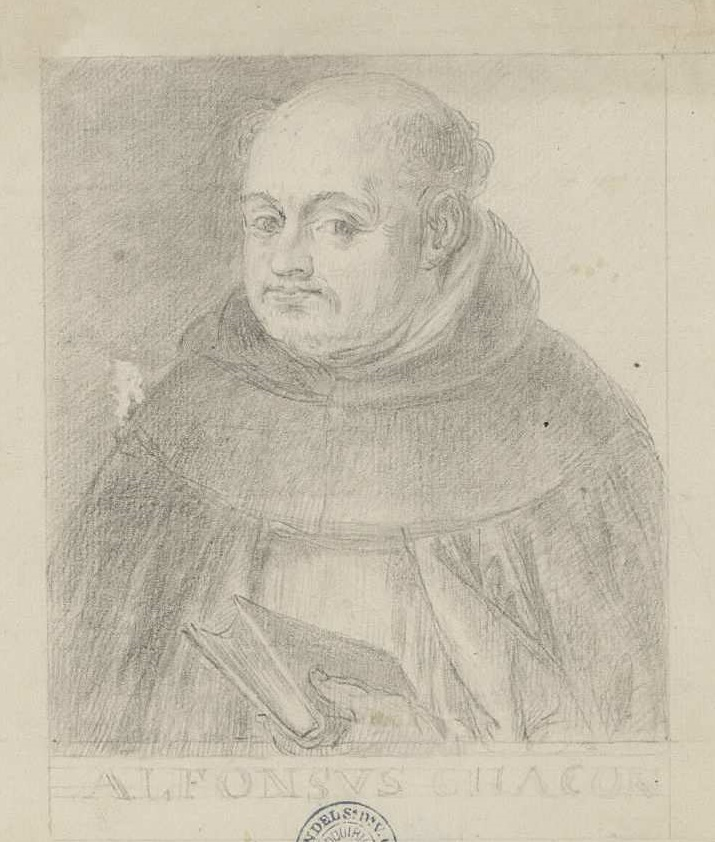
Alphonsus Ciacconius

Don Alphonsus [Francisco] Ciacconius (Baeza, 15 de Dezembro de 1540 - † Roma, 14 de Fevereiro de 1599) foi um académico Dominicano em Roma. O seu nome também se escreve Alfonso Chacón, ou Ciacono.
Chacón era especialista em epigrafia antiga (greco-romana), paleografia medieval e manuscritos, além de história do Papado. Autenticou o manuscrito de S. Malaquias no Vaticano para Arnold de Wion (1554-?).